# Magothla
Magothla är en ort i Botswana. Den ligger i den sydöstra delen av landet, 160 km nordost om huvudstaden Gaborone. Magothla ligger 860 meter över havet och antalet invånare är 1 174.
Terrängen runt Magothla är platt, och sluttar österut. Runt Magothla är det mycket glesbefolkat, med 5 invånare per kvadratkilometer.. Närmaste större samhälle är Kurametsi, 19,7 km norr om Magothla.
Omgivningarna runt Magothla är huvudsakligen savann.